# Церковь Богоматери в Ушгули
Церковь Богоматери в Ушгули (груз. უშგულის ღვთისმშობილის სახელობის ეკლესია), также известная как церковь Ламария (груз. უშგულის ლამარია) — средневековая грузинская православная церковь в высокогорной северо-западной грузинской исторической области Верхняя Сванетия, в настоящее время относящаяся к Местийскому муниципалитету мхаре Самегрело-Верхняя Сванетия. Это простая зальная церковь с выступающей апсидой и деамбулаторием. Внутренние стены храма содержат два слоя средневековых фресок, пребывающих в состоянии разрушения. Церковь внесена в список недвижимых памятников культуры национального значения Грузии.

## Расположение
Церковь Ламария расположена на северной окраине высокогорного села Жибиани, входящего в состав Ушгульского территориального образования Местийского муниципалитета. Жибиани — одно из самых высоких мест постоянного проживания в Европе, расположенное на высоте 2100 метров над уровнем моря. Храм находится на вершине холма над деревней, на фоне 5193-метровой горы Шхара. Он окружён низкой каменной стеной и защищён сванской башней, стоящей на его западном конце.

## История
Церковь Ламария не упоминается в письменных источниках. На основании её архитектурных особенностей Ламария датируется IX или X веком. Церковь посвящена Успению Пресвятой Богородицы. «Ламария» — это имя, которым сванские горцы называют Марию, мать Иисуса Христа, почитание которой наложилось на древний, дохристианский культ Ламарии, женского божества материнства и плодородия.
Согласно местной легенде, церковь Ламария была местом убийства Путы Дачкелани, представителя рода Дадешкелиани, который стремился навязать свою власть свободолюбивому народу Ушгули. Легенда гласит, что вся деревня помогла натянуть шнур, прикреплённый к спусковому крючку мушкета, разделив таким образом поровну ответственность за убийство человека. Одежда Путы, по преданию, долгое время хранилась в церкви.
В Ламарии хранилась коллекция из десятков церковных предметов (рукописей, икон, крестов и различной утвари), которые были каталогизированы исследователем Эквтиме Такаишвили во время его экспедиции в Сванетию в 1910 году. Церковь функционирует и в настоящее время, служа также резиденцией грузинского православного митрополита Местийского и Верхне-Сванетского.

## Архитектура
Ламария представляет собой зальную церковь, с заметно выступающей треугольной апсидой и относительно большим деамбулаторием, охватывающим церковь с южной и западной стороны. Церковь сложена из аккуратно отёсанных известняковых блоков. Деамбулаторий имеет две двери: одна — низкая арочная дверь в южной стороне церкви, а вторая расположена в западной части и ведёт в неф. Последний представляет собой продолговатый прямоугольный зал, который заканчивается относительно неглубокой полукруглой апсидой, расположенной тремя небольшими ступенями выше уровня пола. Апсида отделена от нефа оригинальным трёхарочным каменным иконостасом. Свод разделен на две равные части несущей аркой.
Церковь скудно освещается двумя окнами, расположенными в апсиде и западной стене. Как внутренние стены, так и иконостас покрыты двумя слоями ныне выцветших фресок, первый из которых датируется X веком, а второй слой, закрасивший первый, XIII веком. Деамбулаторий был также украшен фресками, но сохранились лишь их фрагменты, датированные XIII веком. С внешней стороны стены храма имеют скудную декоративную каменную кладку. Западный фасад украшен рельефным крестом и плитой с грузинской надписью из четырёх строк, выполненной смешанным «хутсурийско»-«мхедрульским» шрифтом, палеографически датируемой XI веком и упоминающей женщину-донатора по имени Гурандухт. Церковь также содержит несколько нацарапанных граффити, датированных периодом от X до XVIII века.